# Санкт-Петербургский институт прикладной математики и механики
Физико-механический институт Санкт-Петербургского Политехнического Университета — высшее учебное заведение, основанное в 1919 году, осуществляющее подготовку и переподготовку инженерно-технических кадров в системе Министерства образования и науки Российской Федерации, в качестве обособленного учебного подразделения входит в состав Санкт-Петербургского политехнического университета Петра Великого.

## Основная история
В 1911 году будущими академиками С. П. Тимошенко и А. Ф. Иоффе был разработан первый учебный план будущего Физико-механического факультета, сформулирован принцип органического сочетания научных исследований и учебного процесса, который в последующем и стал основополагающим в организации учебного процесса на факультете. В 1919 году по инициативе академиков С. П. Тимошенко и А. Ф. Иоффе в Петроградском политехническом институте на базе кафедры экспериментальной физики был открыт Физико-механический факультет, по подготовке инженеров-исследователей и инженеров-физиков. По воспоминаниям академика А. Н. Крылова: «В 1919 году А. Ф. Иоффе внес в Совет Политехнического института проект учреждения в составе института физико-механического факультета, чтобы выпускать не рядовых инженеров, а ведущих деятелей в прикладной науке, обладающих глубокими теоретическими знаниями и хорошо подготовленных к научно-исследовательской деятельности». Первым деканом факультета стал академик А. Ф. Иоффе а в первый президиум факультета были включены А. Н. Крылов, М.
В. Кирпичёв и студент факультета П. Л. Капица. С 1928 по 1930 год деканом факультета был назначен известный учёный Н. Н. Семёнов, создавший на факультете специализацию химическая физика.
Руководителем отделения, впоследствии кафедры механики на этом факультете был назначен профессор А. А. Фридман, после него этим отделением руководил профессор Е. Л. Николаи. Кафедрой теоретической механики этого факультета заведовали такие учёные как: И. В. Мещерский и А. И. Лурье. По инициативе профессора И. И. Иванова на факультете была создана кафедра высшей математики, на которой в разное время работали такие учёные как: С. Н. Бернштейн, И. М. Виноградов, Р. О. Кузьмин, Л. М. Франк, Н. М. Гюнтер и Н. Н. Гернет. На кафедре механики и процессов управления работали профессора А. А. Первозванский и В. А. Пальмов. Кафедру гидроаэродинамики возглавлял Л. Г. Лойцянский.
В 1949 году на факультете была создана кафедра автоматического управления движением, её заведующим стал выпускник факультета профессор Г. Н. Никольский. В 1962 году на Физико-механическом факультете под руководством профессора В. А. Троицкого была создана кафедра вычислительной математики (с 1989 года — прикладной математики), основная деятельность кафедры была связана с вопросами в области прикладной и фундаментальной математики и информатикой.
На 2012 год в составе факультета было создано шесть основных кафедр: гидроаэродинамики, механики и процессов управления, прикладной и высшей математики, теоретической механики
и математической физики. В 2013 году Постановлением Правительства Российской Федерации на базе механико-математических кафедр Физико-механического факультета был создан Институт прикладной математики и механики во главе с научным руководителем член-корреспондентом РАН Д. А. Индейцевым. Основной задачей института является подготовка высококвалифицированных специалистов для решения вопросов связанных с решением инженерных, экономических, физико-математических и математических задач фундаментального и прикладного характера.
В учебной структуре института были созданы три Высшие школы: прикладной математики и вычислительной физики, механики и процессов управления под руководством член-корреспондента РАН Д. А. Индейцева и теоретической механики под руководством член-корреспондента РАН А. М. Кривцова, а также кафедра высшей математики, история которой начинается с 4 февраля 1902 года, первым и бессменным руководителем которой был член-корреспондент АН СССР И. И. Иванов. В составе института работает 10 докторов и 18 кандидатов наук, 12 профессоров и 2 член-корреспондента РАН
В 2020 году Институт Прикладной Математики и Механики реформируется, присоединяя к себе Высшую школу фундаментальных физических исследований с направлением Физика и Кафедру физики с Института Физических Наук и Технологий(ИФНиТ, ныне ИЭиТ)

## Структура
Основной источник:

### Высшие школы
- Высшая школа прикладной математики и вычислительной физики
- Высшая школа механики и процессов управления
- Высшая школа теоретической механики и математической физики
- Высшая школа фундаментальных физических исследований

### Кафедры
- Кафедра Высшей математики
- Кафедра Физики

## Руководство
- 1919—1928 — академик АН СССР Иоффе, Абрам Фёдорович
- 1928—1930 — чл.-корр. АН СССР Семёнов, Николай Николаевич
- 2001—2011 — д.ф.-м.н., профессор Иванов, Вадим Константинович
- 2011—2013 — д.т. н., профессор Колгатин, Сергей Николаевич
- 2013—2015 — д.т. н., профессор Беляев, Александр Константинович
- с 2016 — д.ф.-м.н., профессор Фролов, Максим Евгеньевич

## Известные преподаватели и выпускники

### Нобелевские лауреаты
- Семёнов, Николай Николаевич
- Капица, Пётр Леонидович

### Герои Социалистического Труда
- Харитон, Юлий Борисович
- Зельдович, Яков Борисович
- Кикоин, Исаак Константинович
- Виноградов, Иван Матвеевич
- Кузнецов, Виктор Иванович
- Галлай, Марк Лазаревич
- Новожилов, Валентин Валентинович
- Иоффе, Абрам Фёдорович
- Лейпунский, Александр Ильич
- Флёров, Георгий Николаевич
- Арцимович, Лев Андреевич
- Садовский, Михаил Александрович
- Эмануэль, Николай Маркович

### Академики АН СССР и РАН
- Бернштейн, Сергей Натанович
- Будыко, Михаил Иванович
- Кондратьев, Виктор Николаевич

### Член корреспонденты АН СССР и РАН
- Иванов, Иван Иванович
- Гюнтер, Николай Максимович
- Кузьмин, Родион Осиевич
- Индейцев, Дмитрий Анатольевич
- Лурье, Анатолий Исакович
- Вальтер, Антон Карлович
- Латышев, Георгий Дмитриевич
- Кривцов, Антон Мирославович
- Беляев, Александр Константинович